# Cosmopterix chisosensis
Cosmopterix chisosensis là một loài bướm đêm thuộc họ Cosmopterigidae. Nó được tìm thấy ở Argentina (Salta, Tucumán) và Hoa Kỳ (Texas, Arizona, Mississippi).
Con trưởng thành được sưu tập và tháng 5 và tháng 6 ở Hoa Kỳ và từ tháng 11 đến tháng 2 ở Argentina. Cánh trước dài 2,9-4,9 mm.